# Beavercreek
Beavercreek is een plaats (city) in de Amerikaanse staat Ohio, en valt bestuurlijk gezien onder Greene County.

## Demografie
Bij de volkstelling in 2000 werd het aantal inwoners vastgesteld op 37.984.
In 2006 is het aantal inwoners door het United States Census Bureau geschat op 39.366, een stijging van 1382 (3,6%).

## Geografie
Volgens het United States Census Bureau beslaat de plaats een oppervlakte van
68,4 km², geheel bestaande uit land.

## Plaatsen in de nabije omgeving
De onderstaande figuur toont nabijgelegen plaatsen in een straal van 12 km rond Beavercreek.